# Ерік Гафтон
Вільям Ерік Гафтон (англ. William Eric Houghton, 29 червня 1910, Біллінгборо — 1 травня 1996, Бірмінгем) — англійський футболіст. По завершенні ігрової кар'єри — тренер.
Виступав, зокрема, за клуб «Астон Вілла», а також національну збірну Англії.

## Клубна кар'єра
У дорослому футболі дебютував 1927 року виступами за команду клубу «Астон Вілла», в якій провів дев'ятнадцять сезонів, взявши участь у 392 матчах чемпіонату. Більшість часу, проведеного у складі «Астон Вілли», був основним гравцем команди.
Завершив професійну ігрову кар'єру у клубі «Ноттс Каунті», за команду якого виступав протягом 1946—1949 років.

## Виступи за збірну
1930 року дебютував в офіційних матчах у складі національної збірної Англії. Протягом кар'єри у національній команді, яка тривала 3 роки, провів у формі головної команди країни 7 матчів, забивши 5 голів.

## Кар'єра тренера
Розпочав тренерську кар'єру відразу ж по завершенні кар'єри гравця, 1949 року, очоливши тренерський штаб клубу «Ноттс Каунті».
Останнім місцем тренерської роботи був клуб «Астон Вілла», головним тренером команди якого Ерік Гафтон був з 1953 по 1958 рік.

## Титули і досягнення
- Володар Кубка Англії з футболу (1):

«Астон Вілла»: 1956–1957